# BLUE LYNX
BLUE LYNXは、ボーイズラブ専門のアニメレーベル。2019年4月にフジテレビによって設立された。

## 沿革
フジテレビのプロデューサー・岡安由夏が発起人となり、2017年より企画が始動した。企画当初から上司の反対は無かったが、2018年のテレビ朝日系ドラマ『おっさんずラブ』やFODで配信のドラマ『ポルノグラファー』のヒットが後押しとなり、実現に繋がった。
2019年4月23日に企画の立ち上げが発表され、小説家・三浦しおんとイラストレーター・丹地陽子によるイラストショートストーリー『月光はきみのささやき』が26日まで毎日更新されたのち、26日にレーベル第1弾作品となる『囀る鳥は羽ばたかない The clouds gather』のアニメ化が発表された。

## 特徴
フジテレビの既存の放送枠である「ノイタミナ」「+Ultra」はどちらも幅広い層にアニメを届けることを目標としているが、その逆となる、ターゲットを狭くし熱量の高いファンに向けた作品を制作する枠があってもいいのではと岡安が考えたのが始まりである。
ボーイズラブ作品は性描写を前提とした作品も多いが、テレビでは放送倫理上性描写シーンを放送できないため、劇場アニメに特化することで、原作を忠実に再現することを特徴としている。
レーベル名にボーイズラブを意味する「BL」の文字を入れることははじめから決まっており、ブルー・オーシャン戦略に由来する「BLUE」と、アイコンとなる動物を入れたいという思いから「LYNX（ヤマネコ）」とを組み合わせた名前となった。
バリエーションを広めるため、松竹主導でアニメ化が進められた『海辺のエトランゼ』のように必ずしもフジテレビがメインで企画を担当する必要はないと岡安は話している。
1作品ずつばらばらに作品を扱うよりも、複数をまとめて推し出すことで、多くの人が興味を持つ可能性が高いという、「ノイタミナ」の手法を利用している。

## 作品履歴

### アニメ映画
| 公開年 | タイトル                               | アニメーション制作 | 備考 |
| ------ | -------------------------------------- | ------------------ | ---- |
| 2020年 | 囀る鳥は羽ばたかない The clouds gather | GRIZZLY            |      |
| 2020年 | 映画 ギヴン                            | Lerche             |      |
| 2020年 | 海辺のエトランゼ                       | スタジオ雲雀       |      |
| 未公表 | 囀る鳥は羽ばたかない The storm breaks  | 未公表             |      |

### OVA
| 発売年 | タイトル                             | アニメーション制作 | 備考            |
| ------ | ------------------------------------ | ------------------ | --------------- |
| 2021年 | 囀る鳥は羽ばたかない Don't stay gold | GRIZZLY            | 単行本第7巻付属 |
| 2021年 | ギヴン うらがわの存在                | Lerche             | 単行本第7巻付属 |
| 2023年 | マスク男子は恋したくないのに         | Studio Fusion      | 単行本第4巻付属 |